# بيتا قوس قزح
بيتا قوس قزح (الاسم العلمي: Pitta iris) (بالإنجليزية: Rainbow Pitta)‏ هي نوع من الطيور تتبع جنس البيتا من فصيلة طيور البيتا.